# Kenton Vale
Kenton Vale è un comune degli Stati Uniti d'America, situato nella Contea di Kenton nello Stato del Kentucky.